# Marcela Benjumea
Libia Marcela Benjumea Plazas (Bogotá, 13 de mayo de 1971) es una actriz  de cine, teatro y televisión colombiana, hija del actor Carlos Benjumea y hermana de Ernesto Benjumea.

## Biografía
Es hija del reconocido actor Carlos Benjumea fallecido en 2021 Es egresada de la Escuela de Formación de Actores del Teatro Libre de Bogotá.
Interpretó a Yamile Caicedo, la madre de Marbelle en la telenovela Amor sincero, emitida por el Canal RCN. Fue la profesora de actuación del reality show Protagonistas de nuestra tele, emitido por el mismo canal.

## Filmografía

### Televisión
| Año       | Título                                   | Personaje                                |
| --------- | ---------------------------------------- | ---------------------------------------- |
| 1995      | Tiempos difíciles                        | Mafe                                     |
| 1996      | O todos en la cama                       | Enriqueta                                |
| 1997      | La mujer en el espejo                    | Ana Soler / Mariana Ferrer               |
| 2000      | Se armó la gorda                         | Victoria Segura                          |
| 2002      | Francisco el Matemático                  | Sargento Margarita Ubaque                |
| 2003      | La jaula                                 | Mireya                                   |
| 2005      | El pasado no perdona                     | Sonia                                    |
| 2007      | Mujeres asesinas                         |                                          |
| 2007      | Pura sangre                              | Rosita Flores                            |
| 2008      | Aquí no hay quien viva                   | Señora de Soto                           |
| 2009      | Regreso a la Guaca                       | María                                    |
| 2009      | Inversiones el ABC                       |                                          |
| 2010      | Amor sincero                             | Lizeth "Yamile" Caicedo Suárez de Medina |
| 2010      | Los caballeros las prefieren brutas      | Gladys                                   |
| 2011      | La mirada de Sara                        |                                          |
| 2011      | La traicionera                           | Mabel                                    |
| 2013      | La hipocondríaca                         | Esther                                   |
| 2014      | La tusa                                  | Gloria                                   |
| 2014      | La ronca de oro                          | Estrella Ulloa                           |
| 2015      | Diomedes, el cacique de la junta         | Madre de Claudia Viviana                 |
| 2015-2016 | Sala de urgencias                        | Lidia Pérez                              |
| 2016      | La niña                                  | Mireya Pinzón                            |
| 2018      | Paraíso Travel                           | Leonor                                   |
| 2018      | La mamá del 10                           | Leonor Manrique                          |
| 2019      | La Junta                                 | La profe sustituta                       |
| 2019      | Relatos Retorcidos: El palo del Ahorcado | La Bruja                                 |
| 2020      | Libertador                               | Nidia                                    |
| 2020      | El robo del siglo                        | Jackie Atehortua "Doña K"                |
| 2021      | 1977                                     | Rosa                                     |
| 2021-2022 | La nieta elegida                         | Esther Daza                              |
| 2022      | Juanpis González: la serie               | Martuchis                                |
| 2022      | Primate                                  | Mailin                                   |
| 2022      | Hasta que la plata nos separe            | Martha Patricia Roncancio "La Generala"  |
| 2023      | MasterChef Celebrity                     | Participante                             |
| 2024      | Secuestro del vuelo 601                  | Manchola Sáenz                           |

### Cine
| Año  | Título                                      | Personaje          |
| ---- | ------------------------------------------- | ------------------ |
| 2003 | Tres hombres tres mujeres                   |                    |
| 2006 | Dios los junta y ellos se separan           | Señora Calle       |
| 2006 | Desayuno con el suicida                     | Mireya             |
| 2008 | El Man, el superhéroe nacional              | La Vecina Chismosa |
| 2011 | El Jefe                                     | María Teresa       |
| 2012 | La cara oculta                              | Forense            |
| 2015 | Sin mover los labios                        | Gloria             |
| 2015 | El cartel de la papa                        |                    |
| 2018 | Amalia la secretaria                        | Amalia Montoya     |
| 2023 | Auxilio                                     | Madre superiora    |
| 2024 | Juanpis González: El presidente de la gente | Martica            |
| 2024 | Dominique                                   | Gabriela           |

### Teatro
| Año    | Título                                    | Productora             |
| ------ | ----------------------------------------- | ---------------------- |
| 2019   | Contussas                                 | Teatro Casa Ensamble   |
| 2019   | La Invitación                             | Teatro Casa Ensamble   |
| 2011   | El Feo                                    | Teatro Libre           |
| 2007-8 | Contussas                                 | Tercer Timbre          |
| 2006   | Farsistas                                 | Tercer Timbre          |
| 2004   | El Inspector                              | Teatro Nacional        |
| 2003   | Match de Improvisación                    | Índice Teatro          |
| 2002   | Alicia en el País de las Maravillas       | Índice Teatro          |
| 2001   | Muchacho, no salgas                       | Índice Teatro          |
| 2000   | ¿Quién dijo miedo?                        | Índice Teatro          |
| 1999   | Venecia                                   | Teatro Nacional        |
| 1998   | Se necesita gente con deseos de progresar |                        |
| 1996   | Las trapacerías de Scapin                 | Índice Teatro          |
| 1995   | Alicia en el País de las Maravillas       | Índice Teatro          |
| 1994   | Tríptico                                  | Índice Teatro          |
| 1993   | Cresencio Salcedo, La Leyenda y la Música | Teatro Libre de Bogotá |
| 1991   | Cándido y los Incendiarios                | Teatro Libre de Bogotá |

## Premios y nominaciones

### Premios TVyNovelas
| Año  | Categoría                                 | Telenovela o Serie | Resultado |
| ---- | ----------------------------------------- | ------------------ | --------- |
| 2018 | Mejor actriz de reparto de serie          | La niña            | Nominada  |
| 2011 | Mejor actriz de reparto de serie de serie | Amor sincero       | Ganadora  |
| 1997 | Mejor actriz revelación                   | Tiempos Difíciles  | Ganadora  |

### Premios India Catalina
| Año  | Categoría                                      | Telenovela o serie | Resultado |
| ---- | ---------------------------------------------- | ------------------ | --------- |
| 2022 | Mejor actriz de reparto de telenovela o serie  | La nieta elegida   | Ganadora  |
| 2021 | Mejor actriz protagónica de telenovela o serie | El robo del siglo  | Nominada  |
| 2020 | Mejor actriz antagónica de telenovela o serie  | Relatos retorcidos | Nominada  |
| 2017 | Mejor actriz de reparto de telenovela o serie  | La niña            | Ganadora  |
| 2011 | Mejor actriz protagónica de telenovela         | Amor sincero       | Ganadora  |
| 1997 | Mejor actriz de reparto de serie               | Tiempos difíciles  | Nominada  |

### Premios Platino
| Año  | Categoría                                                         | Serie             | Resultado |
| ---- | ----------------------------------------------------------------- | ----------------- | --------- |
| 2021 | Mejor Interpretación Femenina de reparto en Miniserie o Teleserie | El Robo del Siglo | Nominada  |

### Talento Caracol
| Año  | Categoría               | Telenovela o serie | Resultado |
| ---- | ----------------------- | ------------------ | --------- |
| 2015 | Mejor actriz de reparto | La ronca de oro    | Nominada  |

### Premios Macondo
| Año  | Categoría               | Película             | Resultado |
| ---- | ----------------------- | -------------------- | --------- |
| 2018 | Mejor actriz principal  | Amelia la Secretaria | Ganadora  |
| 2017 | Mejor actriz de reparto | Sin mover los labios | Ganadora  |
| 2016 | Mejor actriz de reparto | El cartel de la papa | Nominada  |
| 2012 | Mejor actriz de reparto | El Jefe              | Nominada  |